# 2018년 동계 올림픽 성화 봉송

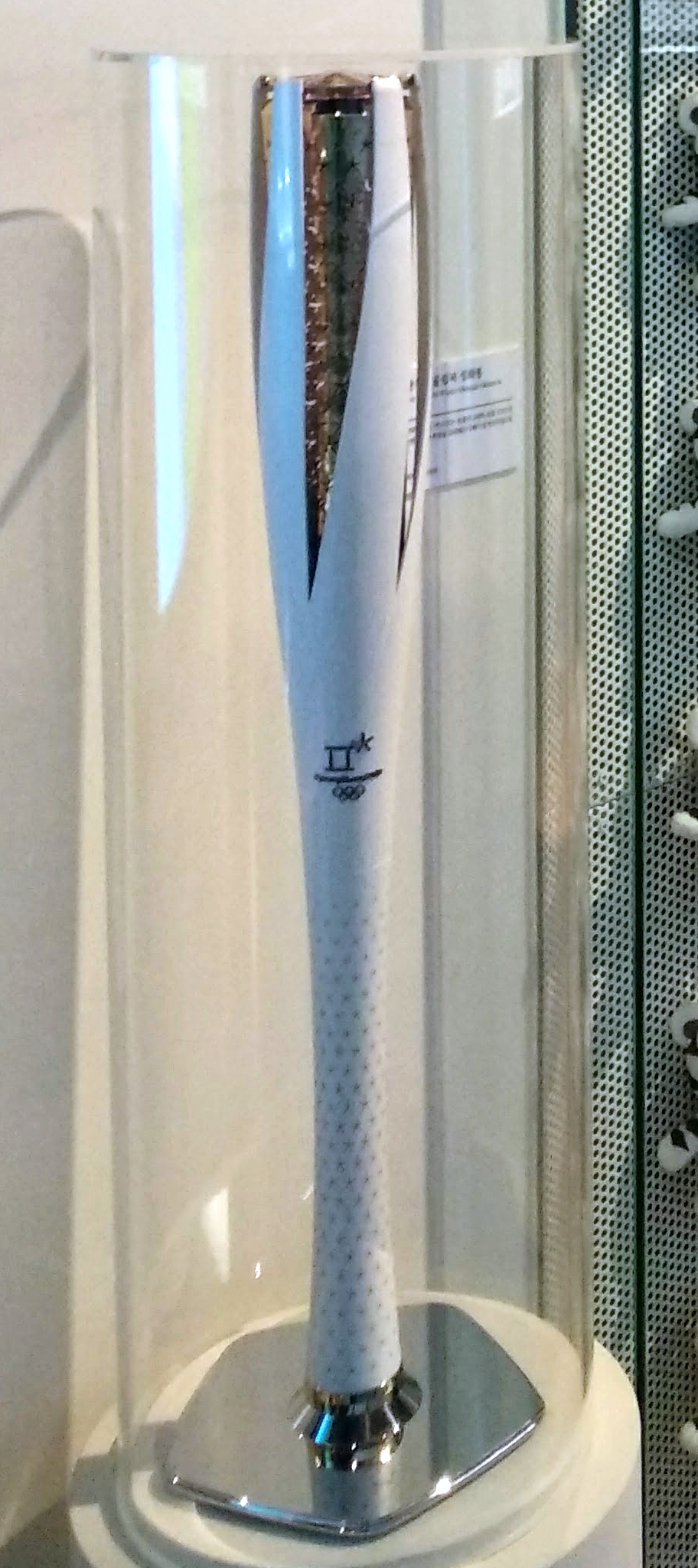
대한민국역사박물관에 전시된 2018년 동계 올림픽 성화봉

2018년 동계 올림픽의 성화 봉송은 2017년 10월 24일부터 2018년 2월 9일(올림픽 개막일)까지 100일간 진행되었다. 그리스 아테네의 헤라 신전에서 채화 의식을 통해 불을 밝히는 성화는 대한민국으로 건너와 인천광역시에 있는 인천대교에서 시작해 강원도까지 전국 곳곳을 다녔으며, 마지막 날 올림픽 개막식이 치러지는 평창 올림픽 스타디움에서 2월 9일부터 2월 25일까지 타올랐다.
성화봉송 주자는 평화를 의미하는 7,500명의 주자로 구성되며, 주자와 함께 2,018명의 지원주자가 성화봉송을 지원한다. 한편, 101일간의 봉송기간 동안 전국의 17개 시도 2,018km의 거리를 이동할 예정이다.

## 성화 봉송로

### 그리스
한국 시간으로 2017년 10월 24일, 그리스 올림피아의 헤라 신전에서 2018년 동계 올림픽의 성화 채화식이 진행되었다. 그리스 여배우 카테리나 레흐가 대사제로 분장하여 태양 광선을 포물면 거울의 안쪽에 집중시켜 불꽃을 만드는 의식을 시작했다.
이후 그리스 올림픽 위원회가 지정한 그리스 출신의 선수가 성화봉송 첫 주자로 나서는데, 평창올림픽 성화 봉송에서는 그리스 크로스컨트리 스키 국가대표 아포스톨로스 앙겔리스가 사제로부터 성화를 전달받았다. 앙겔리스는 아테네 스타디움에서 피에르 드 쿠베르탱 기념비까지 성화를 옮겼다. 다음 주자는 올림픽 개최국을 대표하는 인물로서 축구 선수 박지성이 이어받았다. 평창 동계올림픽 조직위원회 관계자는 "박지성이 해외 축구 리그에서 오래 뛰었고, 월드컵을 비롯한 국제 무대에서 유럽 사람들에게 가장 인지도가 높다고 판단해 한국의 첫 주자로 선정했다"고 밝혔다. 이날 의식에는 토마스 바흐 국제올림픽위원회 위원장, 그리스 올림픽 위원회 위원장, 올림피아 시장, 한국 측 대표로는 이낙연 국무총리를 비롯한 주요 인사들이 참석하였다.
성화는 10월 24일부터 일주일 동안 그리스의 주요 유적지를 순회하였다. 이후 10월 31일에 제1회 근대 올림픽이 열린 아테네의 파나티나이코 스타디움에서 성화를 인계받고, 그리스를 떠나 올림픽 개막 D-100일이 되는 11월 1일 한국에 도착하였다.
10월 24일
01. 올림피아
10월 25일
02. 피르고스
03. 아말리아다
04. 칼라브리타
05. 파트라스
10월 26일
06. 리오
07. 안티리오
08. 메솔롱기
09. 아그리니오
10. 아르타
11. 이오아니나
10월 27일
12. 그레베나
13. 코자니
14. 카스토리아
10월 28일
15. 플로리나
16. 에데사
17. 야니차
18. 테살로니키
10월 29일
19. 킬키스
20. 로도폴리
21. 시디로카스트로
22. 세레스
23. 드라마
24. 나우사
10월 30일
25. 베리아
26. 카테리니
27. 리토호로
28. 라리사
29. 델피
10월 31일
30. 아라호바
31. 리바디아
32. 엘레프시나
33. 아테네

### 대한민국

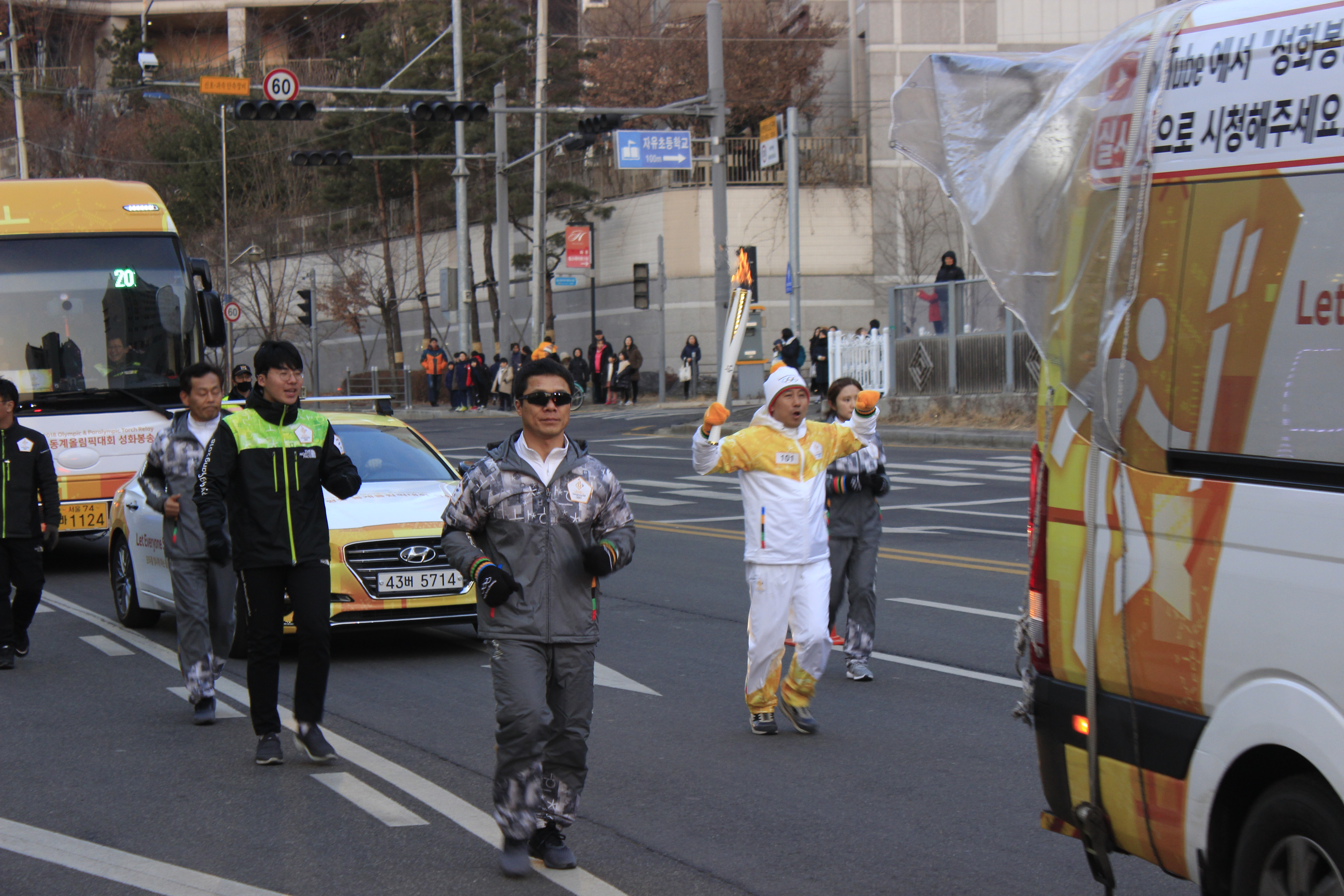
2018년 동계 올림픽의 성화봉송이 경기도 파주시 문산읍 일대에서 이루어지고 있다.

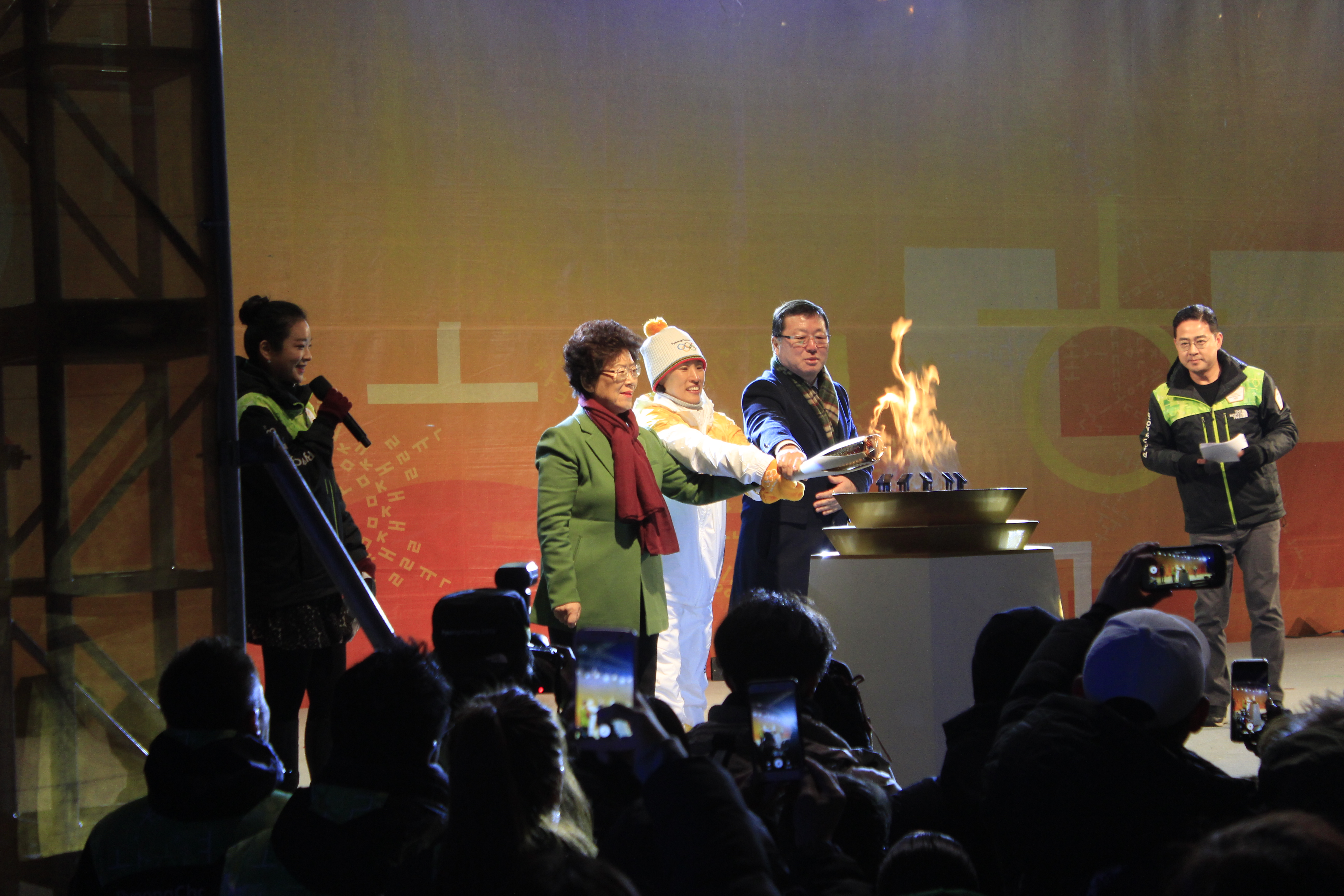
2018년 동계 올림픽의 성화봉송 축하 행사가 임진각에서 치루어지고 있다.

2017년 11월 1일 인천광역시 송도에 처음으로 도착한 올림픽 성화는 다음날인 11월 2일 제주특별자치도로 가서 이틀 동안 국내 첫 성화봉송을 진행한다. 11월 4일부터는 부산광역시에 도착해 육지 성화봉송을 시작하며, 울산광역시와 경상남도를 거쳐 11월 18일부터는 전라남도, 광주광역시, 전라북도를 순회한다. 12월 5일에는 충청남도 남부에 진입해 대전광역시, 세종특별자치시를 잠시 방문했다가 다시 충청남도 북부를 돌며, 12월 18일 충청북도를 건너 12월 24일에는 경상북도에 입성한다.
이후 대구광역시를 방문하는 성화는 2018년 1월 1일부터 다시 경상북도 일대를 돌고, 1월 5일에는 경기도 남부에 들어서며 인천광역시 (1월 10일)를 거쳐 서울특별시 (1월 13일)에 도착한다. 이후 경기도 북부와 강원도를 순회하며, 1월 19일부터 1월 26일까지는 국토 최북단 지역을 방문할 예정이다. 최종적으로 2월 4일에는 평창군 평창 올림픽 스타디움에 도착하게 된다.
성화봉송 과정에서 이색적인 이벤트도 계획되어 있다. 경상남도 통영시에서는 거북선을 타고 성화봉송이 이뤄지고, 충청남도 부여군의 백마강변에서는 황포돛배를 이용한다. 전라남도 여수시에서는 여수 케이블카에 탑승하며, 제주도와 대전광역시에서는 로봇을 이용한 성화봉송이 이뤄진다. 그밖에 강원도 정선군의 한반도 지형을 배경으로 한 짚와이어 봉송, 전라남도 곡성군의 증기기관차 봉송, 강원도 삼척시의 레일바이크 봉송, 부산광역시의 요트 봉송 등이 이루어졌다. 또한 서울특별시 광화문 광장 등에서는 드론을 이용한 봉송이 이루어졌다. 경기도 파주시의 민간인 통제구역 내에서는 가수 김창완 씨 등이 자전거를 이용해 봉송하기도 하였다. 당초 예정되어 있던 충청북도 제천시 성화봉송은 제천 스포츠센터 화재로 인해 전부 취소되었다.
또한, 성화봉송 과정에서 발생하는 13개의 휴식일에는 공식적인 성화봉송 일정을 쉬되, 찾아가는 성화봉송 이벤트를 진행하여 장애인, 독거노인, 소방관, 참전용사, 다문화가족, 농어촌지역 등 소외된 지역에서의 성화 이벤트를 통해 2018 동계 올림픽 성화봉송의 '모두를 빛나게 하는 불꽃'이라는 슬로건의 의미를 더했다.
11월 1일
01. 인천광역시
11월 2-3일
02. 제주시
03. 서귀포시
11월 4-6일
04. 부산광역시 북구
05. 부산광역시 부산진구
06. 부산광역시 해운대구
11월 8-10일
07. 울산광역시 남구
08. 울산광역시 중구
09. 울산광역시 남구
11월 11-17일
010. 김해시
011. 거제시
012. 통영시
013. 창원시
014. 창녕군
015. 사천시, 진주시
11월 18-23일
016. 광양시
017. 여수시
018. 순천시
019. 목포시
020. 화순군
021. 곡성군
11월 24-26일
022. 광주광역시 동구
023. 광주광역시 서구
024. 광주광역시 북구
11월 28일-12월 3일
025. 남원시
026. 임실군
027. 무주군
028. 전주시
029. 익산시
030. 군산시
12월 5일-12월 8일
031. 부여군
032. 홍성군
033. 서산시
034. 공주시
12월 9-11일
035. 대전광역시 중구
036. 대전광역시 서구
037. 대전광역시 유성구
12월 13-14일
038. 세종특별자치시
12월 16-23일
039. 아산시
040. 천안시
041. 오송읍
042. 청주시
043. 진천군
044. 충주시
045. 단양군
12월 24일-1월 2일
046. 영주시
047. 봉화시
048. 안동시
049. 구미시
050. 대구광역시 달서구
051. 대구광역시 수성구
052. 대구광역시 중구
053. 포항시
054. 경주시
1월 5일-1월 9일
055. 수원시
056. 용인시
057. 광주시
058. 성남시
1월 10일-1월 12일
059. 인천광역시 남구
060. 인천광역시 남동구
061. 인천광역시 강화군
1월 13일-1월 16일
062. 서울특별시 종로구
063. 서울특별시 송파구
064. 서울특별시 용산구
065. 서울특별시 영등포구
1월 17일-1월 20일
066. 고양시
067. 파주시
068. 연천군
1월 21일-1월 23일
066. 철원군
067. 화천군
068. 양구군
1월 25일-1월 31일
069. 인제군
070. 고성군
071. 속초시
072. 양양군
073. 춘천시
074. 홍천군
075. 횡성군
2월 2일-2월 8일
076. 원주시
077. 영월군
078. 태백시
079. 삼척시
080. 동해시
081. 정선군
082. 강릉시
083. 평창군
084. 평창 올림픽 스타디움

## 같이 보기
- 올림픽 성화
- 역대 올림픽 최종 성화 주자 목록